# Cantone di Troarn
Il Cantone di Troarn è una divisione amministrativa dell'arrondissement di Caen.
A seguito della riforma approvata con decreto del 17 febbraio 2014, che ha avuto attuazione dopo le elezioni dipartimentali del 2015, è passato da 17 a 29 comuni.

## Composizione
I 17 comuni facenti parte prima della riforma del 2014 erano:
- Argences
- Banneville-la-Campagne
- Cagny
- Canteloup
- Cléville
- Cuverville
- Démouville
- Émiéville
- Giberville
- Janville
- Saint-Ouen-du-Mesnil-Oger
- Saint-Pair
- Saint-Pierre-du-Jonquet
- Sannerville
- Touffréville
- Troarn
- Vimont

Dal 2015 i comuni appartenenti al cantone sono i seguenti 29:
- Airan
- Argences
- Banneville-la-Campagne
- Bellengreville
- Billy
- Cagny
- Canteloup
- Cesny-aux-Vignes
- Chicheboville
- Cléville
- Conteville
- Cuverville
- Démouville
- Émiéville
- Escoville
- Fierville-Bray
- Frénouville
- Janville
- Moult
- Ouézy
- Poussy-la-Campagne
- Saint-Ouen-du-Mesnil-Oger
- Saint-Pair
- Saint-Pierre-du-Jonquet
- Saint-Samson
- Sannerville
- Touffréville
- Troarn
- Vimont